# 玄静和
玄静和（韓語：현정화，1969年10月6日—），韩国女子乒乓球运动员。她在1992年巴塞罗那奥运会中，参加了女子乒乓球比赛，并获得女子乒乓球比赛单打和双打铜牌。同時，她是韓國至今唯一曾在世界乒乓球錦標賽贏得團體（41 屆，與李粉姬、洪次玉、俞順福組成的朝韓聯隊）、單打（42 屆）、雙打（39 屆，與梁英子）、混雙（40 屆，與劉南奎）冠軍的乒乓球運動員（歷史上第 10 人達此成績）。